# مأدبة كليوباترا (تيبولو)
مأدبة كليوباترا هي لوحة رسمها جيوفاني باتيستا تيبولو اكتملت في عام 1744. وهي الآن في معرض فيكتوريا الوطني في ملبورن ، أستراليا.

## ملحوظات
- أندرسون، جيني، تيبولو كليوباترا ، 2003، مؤسسة ماكميلان للتعليم في أستراليا،(ردمك 1876832444) ، 9781876832445، معاينة جوجل
- كريستيانسن، كيث، جيامباتيستا تيبولو، 1696–1770: كتالوج المعرض الذي أقيم في متحف ديل سيتيسينتو فينيزيانو، كا ريزونيكو، البندقية، في الفترة من 5 سبتمبر إلى 9 ديسمبر 1996 وفي متحف متروبوليتان للفنون، نيويورك، من 22 يناير – 27 أبريل 1997 ، 1996، متحف المتروبوليتان للفنون،(ردمك 0870998129) ، 9780870998126، Paris modello هو رقم 19 مع الإدخال الخاص به بواسطة William L. Barchem، معاينة جوجل
- مارتينو، جين، وروبيسون، أندرو، مجد البندقية: الفن في القرن الثامن عشر ، 1994، مطبعة جامعة ييل / الأكاديمية الملكية للفنون ،(ردمك 0300061862) (كتالوج المعرض في لندن وواشنطن)